# Moralkakunda
Moralkakunda és una serralada muntanyosa de l'estat d'Himachal Pradesh que s'estén en direcció sud-oest des de la cadena de l'Himàlaia fins a Kunawar i Urki al sud. Forma la divisòria de les aigües entre el Sutlej al nord-oest i els tributaris del Jumna al sud-est.